# Красина (Ростовская область)
Красина — хутор в Кашарском районе Ростовской области.
Входит в состав Фомино-Свечниковского сельского поселения.

## География
На хуторе имеется одна улица: Центральная.

## Население
| 2010 |
| ---- |
| 1    |